# Paavo Kuusinen
Paavali "Paavo" Kuusinen (2 de dezembro de 1914 — 31 de outubro de 1979) foi um ciclista olímpico finlandês. Representou sua nação nos Jogos Olímpicos de Verão de 1948, na prova de perseguição por equipes (4 000 m).